# Matteo Zanusso
Pas d'image ? Cliquez ici

a Compétitions nationales et continentales officielles uniquement.

b Matchs officiels uniquement.
Dernière mise à jour le 13 mars 2016.
Matteo Zanusso, né le 9 avril 1993 à San Donà di Piave, en Italie, est un joueur international italien de rugby à XV évoluant au poste de talonneur,. 